# 泳鳄属
泳鱷（學名：Neustosaurus）是種海鱷類，生存於白堊紀早期。泳鱷是種肉食性鱷類，生活的大部分時間都處於海中。目前還沒有發現泳鱷的蛋，所以對於牠們生活方式的了解非常少。其他的中生代海生爬行動物，例如蛇頸龍類或魚龍類，都直接在水中產下牠們的幼體。目前也不清楚泳鱷是在陸地上或海中交配。
泳鱷的屬名在希臘文意為「游泳的鱷魚」。

## 發現歷史
模式種是N. gigondarum，是泳鱷目前的唯一種。模式標本發現於法國，包含身體後半段與尾巴。泳鱷被歸類於地蜥鱷科，但化石只有顱後骨骼，不足以鑑定其歸類，所以目前的狀態為疑名。在過去一個世紀，泳鱷曾被認為是達克龍或地龍的次異名。在2009年的地龍研究，重新研究地龍的演化關係、有效性，研究發現泳鱷是個疑名，有可能是速蜥鱷的次異名。